# 74 (число)
74 (семьдесят четыре) - натуральное число, расположенное между числами 73 и 75

## Математика
- Чётное двузначное число
- Одиозное число
- Недостаточное число
- Полупростое число
- Сумма цифр этого числа — 11.
- Произведение цифр этого числа — 28.
- Квадрат этого числа — 5476.
- Одно из чисел с таким свойством, что сумма его с перевёрнутым числом равна квадрату суммы его цифр ({\displaystyle 74+47=11^{2}}).
- Число областей, на которые делят плоскость 9 пересекающихся окружностей.
- Существует 74 спичечных графа с 7 рёбрами[1].
- В 2016 году впервые было решено диофантово уравнение для x3+y3+z3=k при k=74[2].

## Наука
- Атомный номер вольфрама

## В других областях
- 74 год; 74 год до н. э., 1974 год
- ASCII-код символа «J»
- 74 — Код субъекта Российской Федерации и Код ГИБДД-ГАИ Челябинской области.
- 74-й день в году — 14 марта (в високосные года — 13 марта).